# 6497 Ямасакі
6497 Ямасакі (6497 Yamasaki) — астероїд головного поясу, відкритий 27 жовтня 1992 року.
Тіссеранів параметр щодо Юпітера — 3,547.
Названо на честь астронома Ямасакі (яп. やまさき(山崎)).